# Caryota cumingii
Caryota cumingii là loài thực vật có hoa thuộc họ Arecaceae. Loài này được Lodd. ex Mart. mô tả khoa học đầu tiên năm 1853.